# 利殖商法
利殖商法（りしょくしょうほう）とは高齢者や専門知識に疎い者を対象として「必ず値上がりする」や「損はさせない」などといった巧みなセールストークを駆使して出資を促す悪徳商法。契約時の説明とは裏腹に大抵の場合は損をするため消費者センターに多くの苦情や相談が寄せられると共に、警察や自治体のウェブサイトでは注意が呼びかけられている。
最近では団塊世代の退職金を狙った利殖商法の被害が急増しており、投資額が一億円以上であったというケースも存在する。

## 被害額上位の事件一覧
| 名称                                     | 商材                                     | 被害者数    | 被害額      | 摘発/破綻時期 |
| ---------------------------------------- | ---------------------------------------- | ----------- | ----------- | ------------- |
| 大和都市管財                             | 抵当証券                                 | 1万7000人   | 1100億円    | 2001年11月    |
| 投資ジャーナル                           | 株式                                     | 8000人      | 580億円     | 1985年        |
| リッチランド                             | 沈没船財宝,不動産投資                    | 1万3000人   | 537億円     | 2007年1月     |
| キングダム・トラスト・ニューヨーク       | 新規公開株投資                           | 被害者800人 | 総額300億円 | 2006年3月     |
| ジェスティオン・プリヴェ・ジャポン       | 海外のプライベートバンクを使った資産運用 | 1600人      | 320億円     | 2005年7月     |
| アイディ ジャパンサクセスジャパン        | 未公開株                                 | 数千人      | 200億円     | 2009年        |
| エフ・エー・シー                         | 外国為替証拠金取引（FX）                 | 8,000人     | 135億円     | -             |
| エイワン・コミュニケーションズ           | 株式投資代行                             | 2,800人     | 130億円     | 2006年        |
| エンジェルファンドネットワーク（ＡＦＮ） | 融資仲介                                 | 500人       | 103億円     | 2000年        |
| オレンジ共済組合                         | 共済組合内の社内預金                     | 2700人      | 96億円      | 1996年        |
| 夢大陸                                   | 架空の外国債                             | 400人       | 67億円      | 2011年1月15日 |
| 保全経済会                               | 匿名組合出資金                           | 15万人      | 44億円      | 1953年        |
| ワールドインベストメント (キャスト)      | 未公開株                                 | -           | 33億円      | 2007年        |